# Procrastinare
Procrastinarea este un comportament caracterizat prin amânarea acțiunilor sau a sarcinilor pentru mai târziu. Psihologii citează adesea procrastinarea ca fiind un mecanism de combatere a anxietății asociate cu începerea sau finalizarea unei sarcini sau a unei decizii. Termenul este un neologism în limba română, dublând cuvântul moștenit din latină pregetare (vb. (a) pregeta) având același sens. Procrastinarea a fost studiată de filozofi, psihologi și, mai recent, de economiști comportamentali.

Cercetătorii în psihologie folosesc trei criterii pentru a categorisi procrastinarea. Pentru ca un comportament să fie considerat procrastinare, acesta trebuie să fie: 
- neproductiv,
- inutil și
- întârziat.

Pentru un individ, procrastinarea poate duce la stres, un sentiment de vinovăție, pierderea productivității personale, crearea unei crize și dezaprobare din partea altora pentru neîndeplinirea unor responsabilități sau a unor angajamente. Aceste sentimente combinate pot favoriza în continuare procrastinarea. În timp ce este normal ca oamenii să procrastineze la un anumit grad, aceasta devine o problemă atunci când împiedică funcționarea normală. Procrastinarea cronică poate fi semnul unei tulburări psihice sau fiziologice.
Cuvântul în sine vine de la latinescul procrastinatus: pro- (înainte) și crastinus (de mâine). Prima apariție, în limba engleză, a termenului a fost în Cronica lui Edward Hall, publicată de către Richard Grafton în 1548, la un an după moartea lui Hall. Predica reflecta legătura procrastinării cu evitarea sau întârzierea sarcinilor, voința și păcatul.
7 moduri de a evita procrastinarea și de a deveni mai motivat:
- concentarea pe scopul misiunii;
- setarea unor obiective;
- promitereaa unei recompense;
- renunțare la vechile obiceiuri care creează blocare;
- utilizarea judicioasă a timpului;
- separarea sarcinilor pe porțiuni;
- notarea într-o agendă a reușitelor.

Procrastinarea diferă de lene sau de diverse alte tipuri de amânări cu care ne putem confrunta în anumite situații.
Alte tipuri de amânări:
- Inevitabile
- Impulsive
- De plăcere
- Datorate problemelor psihologice
- Intenționate
- Iraționale
- poetice

## Cauze
Procrastinarea poate fi cauzată de:
- sarcină prea dificilă sau prea ușoară;
- anxietatea și teama de eșec;
- presiunea la care este supus individul;
- mecanism de auto-apărare;
- trăsătură de caracter a individului;
- lipsa motivației;
- necesitatea menținerii autonomiei;
- moment nefavorabil productivității.